# Rugiloricus cauliculus
Rugiloricus cauliculus är en djurart som beskrevs av Higgins och Kristensen 1986. Rugiloricus cauliculus ingår i släktet Rugiloricus, och familjen Pliciloricidae. Inga underarter finns listade i Catalogue of Life.